# Génsivatag
A génsivatagok a genom azon régiói, amelyek mentesek a fehérjekódoló génektől. A génsivatagok a becslések szerint a teljes genom 25%-át teszik ki, ami a közelmúltban felkeltette az érdeklődést valódi funkcióik iránt. Eredetileg úgy gondolták, hogy nélkülözhető, „szemét DNS-t” tartalmaznak, mivel képtelenek fehérjéket létrehozni. A génsivatagokat azóta számos létfontosságú szabályozó funkcióhoz kapcsolták, beleértve a disztális fokozást és az állandósult öröklődést. Így a génsivatagokban talált szabálytalanságoknak tulajdonítanak egyre több olyan kockázatot, amelyek számos súlyos betegséghez, köztük bizonyos daganatos elváltozás kialakulásához vezethet.

## Történet
Bár a funkció lehetőségét már az 1960-as években előrejelezték, a genetikai azonosító eszközök nem tudták a hosszú nem kódoló szakaszok jellemzőit kimutatni, eltekintve attól, hogy nem kódolnak fehérjét.

## Fordítás
Ez a szócikk részben vagy egészben  a   Gene desert című angol Wikipédia-szócikk ezen változatának fordításán alapul.  Az eredeti cikk szerkesztőit annak laptörténete sorolja fel. Ez a jelzés csupán a megfogalmazás eredetét és a szerzői jogokat jelzi, nem szolgál a cikkben szereplő információk forrásmegjelöléseként.